# Brisbane
Brisbane je glavno mesto avstralske zvezne države Queensland. Po prebivalstvu je največje mesto v Queenslandu in tretje največje v Avstraliji.